# Raoul Barette
Pour les articles homonymes, voir Barette.
Raoul Barette, né le 11 janvier 1891 à Coulonces (Calvados) et mort le 9 octobre 1969 à Paris 15e, est un syndicaliste et militant communiste français. 
En 1926, il est élu au Comité central du Parti communiste français (PCF) et le demeure jusqu'en 1929.

## Biographie
- 1909 : il se syndique.
- 1920 : après le congrès de Tours, il rejoint le PCF.
- 1924 : considéré comme responsable des incidents survenus à l'occasion du "Bal Bicolore" de Saint-Quentin, il est condamné à un an de prison. Deux mois après cette condamnation, le PCF le présente comme candidat d'amnistie aux élections législatives. Il n'est pas élu, mais, en juin, est libéré.
- 1925 : il devient secrétaire général de la région communiste du Nord-Est (Aisne, Ardennes, Marne). En novembre, il organise une réunion à Fismes, pour commémorer l'armistice de 1918.
- 1926 : de retour du congrès de Lille du PCF, il participe à une manifestation antifasciste qui se termine en bagarre. Au cours de ce congrès, où, il devient membre du Comité central, il était intervenu sur l'expérience des écoles de formation du parti de Bobigny et Clichy.
- 1928 : il est condamné à un an de prison pour un discours antimilitariste prononcé à Reims.
- 1929 : il quitte Reims, en conflit avec le comité régional. Le congrès de Saint-Denis du PCF ne le réélit pas au Comité central.
- 1932 : il habite, désormais, Limoges.
- 1933 : il participe au congrès de la 25e Union régionale CGTU.

## Sources
- Dictionnaire biographique du mouvement ouvrier français, Les Éditions de l'Atelier, 1997.